# Texarkana, Texas
Texarkana är en stad (city) i Bowie County, Texas, USA. Staden ligger på gränsen till Arkansas och är sammanvuxen med Texarkana, Arkansas.